# Penedo (ort)
Penedo är en ort i Brasilien.   Den ligger i kommunen Penedo och delstaten Alagoas, i den östra delen av landet, 1 400 km nordost om huvudstaden Brasília. Penedo ligger 12 meter över havet och antalet invånare är 42 097.
Terrängen runt Penedo är platt. Penedo är det största samhället i trakten.
Omgivningarna runt Penedo är en mosaik av jordbruksmark och naturlig växtlighet. Runt Penedo är det ganska tätbefolkat, med 83 invånare per kvadratkilometer.